# Hannington Kalyesubula
Hannington Kalyesubula (ur. 28 stycznia 1982 w Kampali) – ugandyjski piłkarz grający na pozycji bramkarza. W swojej karierze rozegrał 12 meczów w reprezentacji Ugandy.

## Kariera klubowa
Swoją karierę piłkarską Kalyesubula rozpoczął w klubie Villa SC. W sezonie 2000 zadebiutował w jego barwach w pierwszej lidze ugandyjskiej. Grał w nim do 2004 roku. Pięciokrotnie wywalczył z nim mistrzostwo Ugandy w sezonach 2000, 2001, 2002, 2003 i 2004 oraz zdobył dwa Puchary Ugandy w latach 2000 i 2002. W latach 2005–2006 występował w Police FC, z którym w sezonie 2005 został mistrzem, a w sezonie 2006 - wicemistrzme Ugandy. W latach 2006–2009 był zawodnikiem etiopskiego Saint-George SA. W sezonach 2007/2008, 2008/2009 i 2009/2010 wywalczył z nim trzy mistrzostwa Etiopii. W latach 2010–2014 grał w tanzańskim Kagera Sugar FC, w latach 2014-2015 - w Kampala JT Rwenshama, w latach 2015-2016 - w tanzańskim Mbeya City FC, w 2016 - w Villa SC (wicemistrzostwo kraju w sezonie 2016/2017) i w 2017 - w Kirinya Jinja SS, w którym zakończył karierę.

## Kariera reprezentacyjna
W reprezentacji Ugandy Kalyesubula zadebiutował 20 sierpnia 2002 w przegranym 0:2 towarzyskim meczu z Egiptem, rozegranym w Aleksandrii. Od 2002 do 2007 wystąpił w kadrze narodowej 12 razy.